# Mont Diablo
Pour les articles homonymes, voir Diablo.
Ne doit pas être confondu avec Mont Diablo (Jamaïque).
Le mont Diablo est une montagne située dans le comté de Contra Costa dans la région urbaine de San Francisco, au sud de la ville de Clayton et au nord-ouest de Danville. Ce sommet isolé culmine à 1 173 mètres et est visible de l'ensemble de la baie de San Francisco et de nombreux endroits de la Californie du Nord. Le mont Diablo ressemble à une double pyramide sous de nombreux angles, et inclut plusieurs sommets secondaires, le plus important et le plus proche étant celui de l'autre moitié de ladite double pyramide, North Peak (sommet nord), qui culmine à 1 084 m.

## Géographie
Le sommet du mont Diablo est accessible aux véhicules motorisés, randonneurs ou cyclistes (le temps record à vélo à partir de Athenian School dans la ville de Diablo jusqu'au sommet est de moins de 45 minutes).
Par temps clair, il est possible du sommet d'apercevoir le massif montagneux de la Sierra Nevada et la montagne de l'extrémité sud de la chaîne des Cascades, le volcan du pic Lassen, à environ 290 kilomètres. Le mont Shasta reste invisible du fait de la courbure terrestre, mais le Half Dome du parc national de Yosemite est lui visible par temps exceptionnellement clair grâce à un télescope.
La visibilité du sommet est la meilleure les lendemains d'orage hivernaux, l'atmosphère étant souvent voilée l'été. Le mont Diablo peut être aperçu de Stockton par temps clair et à distance équivalente, ainsi que la Sierra Nevada à l'est.

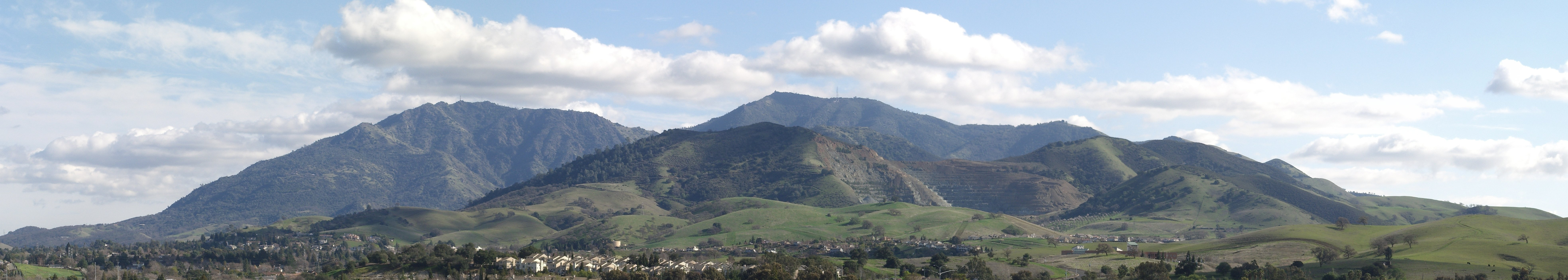
Vue de la chaîne Diablo depuis Concord ; le mont Diablo est à gauche.

## Anecdote
D'après David Brevik, programmeur travaillant chez Blizzard Entertainment, le mont a donné son nom à la série de jeux vidéo Diablo : Brevik a vécu à ses abords et son nom l'a marqué.